# Битва под Староконстантиновом
Битва под Константиновом (Битва под Староконстантиновом) — битва, состоявшаяся 26—28 июля 1648 года во время восстания Хмельницкого 1648—1657 годов между казацко-крестьянскими отрядами Войска Запорожского и войсками магнатов Речи Посполитой. Данное сражение являлось одним из самых масштабных за время летней кампании 1648 года.

## Предшествующие события
24 января 1648 года Богдан Хмельницкий был избран гетманом Запорожской Сечи и начал подготовку к восстанию против Речи Посполитой. Он заключил союз с крымским ханом Ислам Гиреем и сумел создать боеспособное войско.

## Ход событий
Бой под Староконстантиновом был первым крупным столкновением польской и казачьей армий. 24 июля командующий польской армией Иеремия Вишневецкий получил информацию от польских командиров из района Староконстантинова о том, что казацкое войско под командованием Максима Кривоноса собирается атаковать город.
Перед сражением Кривонос провёл рекогносцировку сил противника и расположение его основных сил, изначально наметив план атаки ключевой переправы через реку Случь. Данная переправа являлась ключом ко всей позиции поляков и к самому Староконстантинову.
26 июля Кривонос атаковал позиции поляков у переправы. Был нанесён массированный кавалерийский удар, но поляки успешно отстреливались из пушек и отбили все атаки.
На следующий день, 27 июля, на помощь к казакам прибыла личная гвардия Богдана Хмельницкого — Чигиринский полк. Окопавшись и обстреляв передовые позиции поляков из пушек, казаки и крестьяне атаковали оборонявших первую линию мушкетёров. После длительного, тяжёлого и кровопролитного рукопашного боя поляки были выбиты с занимаемых позиций и отошли на другой берег Случи. Таким образом, казакам удалось выйти непосредственно к переправе.
28 июля наступил решающий день сражения. Начав опять же с артиллерийской подготовки, Кривонос отбросил поляков от реки и переправил часть своих сил. На образовавшийся плацдарм князь Вишневецкий бросил свою конницу, стремясь сбросить казаков в реку. Но к тому моменту казаки уже успели переправить несколько пушек и их огнём отбросили поляков. Далее последовала массированная атака польской пехоты, но и она не принесла успеха. Переправив основные силы, Кривонос стал продвигаться вперёд. Поняв, что казаки одерживают вверх, Вишневецкий решился рискнуть своей лучшей конницей и лично повёл её в атаку. В отчаянной атаке полякам удалось прорвать оборону Кривоноса и прорубиться к казачьим пушкам, у которых вспыхнул тяжёлый рукопашный бой, который обескровливал обе армии, не принося успеха ни одной из сторон. И только когда отряд казачьей конницы под командование запорожского полковника Ганжи обошёл позиции поляков и ударил им в тыл, те, наконец, дрогнули и начали поспешно отступать.
Потери казаков и повстанцев в течение двухдневной битвы могли составлять от 4000 до 10 000 убитыми и ранеными, тогда как шляхтичи вряд ли потеряли более 1000 убитых. Битва со стратегической точки зрения, хотя и принимали в ней участие значительные силы, не имела большого значения и особо не повлияла на темп распространения восстания. Однако польская армия была подавлена морально и физически и большей частью просто разбрелась, потеряв дисциплину. Тышкевич и Вишневецкий с остатками армии отступили к реке Горыни. Кривонос же быстро восстановил свои силы за счёт крестьян и вновь прибывших казаков — его корпус вскоре занял Волынь и Подолье, а также осадил Каменец.